# Giuseppe Caranci
Giuseppe Caranci (Castelpizzuto, 19 ottobre 1925 – Isernia, 13 aprile 2024) è stato un politico italiano.

## Biografia
Giuseppe Caranci nacque a Castelpizzuto il 19 ottobre 1925. Svolse la professione di insegnante di pedagogia presso gli istituti magistrali.
Militò politicamente nelle file della Democrazia Cristiana e fu sindaco di Castelpizzuto. Eletto nel consiglio provinciale di Isernia, fu presidente della provincia una prima volta dal 1980 al 1982, e fu poi rieletto nel settembre 1985, rimanendo in carica per cinque anni fino al 1990. Durante il suo mandato, l'amministrazione provinciale completò le opere infrastrutturali della Fondo Valle Trigno, e incrementò le attività industriali dell'area di Venafro-Pozzilli, anche grazie all'apertura dello stabilimento della Reynolds Aluminium.
Dopo la sua esperienza alla guida della provincia, si ritirò dalla vita politica.
Morì a Isernia il 13 aprile 2024 all'età di 98 anni.